# لانا البيك
لانا البيك (من مواليد حوالي عام 1995) هي عارضة أزياء وممثلة فلسطينية سورية من أصل إماراتي وتقيم في دبي.

## نشأتها
وُلِد البيك في عجمان، الإمارات العربية المتحدة لأب فلسطيني من عكا وأم سورية من حلب. درست السينما والاتصالات وتاريخ الشرق الأوسط في الجامعة.

## سيرتها
بدأت ألبايك العمل كعارضة أزياء لأول مرة عندما تم اختيارها للمشاركة في مشاريع التصوير الفوتوغرافي لأصدقائها الذين ذهبوا إلى مدرسة الفنون. حصلت على أول عمل مدفوع لها مع العلامة التجارية الفلسطينية متجر ثوب التي يقع مقرها في دبي. اكتسبت البيك شهرة من خلال عملها مع هنداش لمستحضرات التجميل وأجرت أول جلسة تصوير دولية لها مع نمشي لبوما إكس فنتي. تم التوقيع سابقًا مع إدارة نموذج يو إن إن،  تم توقيع البيك حاليًا مع دي.موديل في أثينا.
في عام 2020، قامت البيك بعرض عطر بربري حلمها في لندن مع جورجيا بالمر وجوانا هالبين وسوكي سو ومجموعة المجوهرات الخيرية تذكارات من إن كيه إس لصالح الهلال الأحمر الإماراتي. انتشرت صورة ألبايك على نطاق واسع عندما التقت بالمغنية الرومانية بيانكا ميهاي، وهي شبيهتها المزعومة. كما عملت أيضًا مع علامات تجارية مثل كينزو وظهرت على غلاف مجلة إل العربية.
قامت ألبيك وبارفاني باريت بعرض فساتين الباستيل الراقية من مجموعة رامي العلي لربيع وصيف 2020 وظهرتا في فيلم قصير لمجموعة توري بيرش للشرق الأوسط لخريف وشتاء 2020. سيعود ألبيك للعمل مع باريت في العام التالي في مجموعة الجلود المميزة من كوتش. كما ظهرت البيك أيضًا في فيلم أزياء قصير بعنوان ذا كولينج لمجموعة روجر فيفييه لربيع وصيف 2021  وبدأت في عرض الأزياء لمنفذ الأزياء ميرا عدنان الذي يقع في غزة.
قام البيك بدور البطولة في الحملات الإعلانية الإقليمية لشركة كالفن كلاين في الشرق الأوسط لعامي 2022 و2023. وفي عام 2022 أيضًا، شاركت في معرض للتصوير الفوتوغرافي لصالح بلومينجديليز.
في عام 2024، انضمت البيك إلى فريق عمل المسلسل الدرامي الأردني للمراهقين «مدرسة الروابي للبنات» على نتفليكس للموسم الثاني بدور رند، مما يمثل أول ظهور تلفزيوني للبيك.

## وصلات خارجية
- Lana Albeik على د.موديل
- لانا البيك في قاعدة بيانات الأفلام على الإنترنت
- لانا البيك على موقع IMDb (الإنجليزية)